# 釜茹で

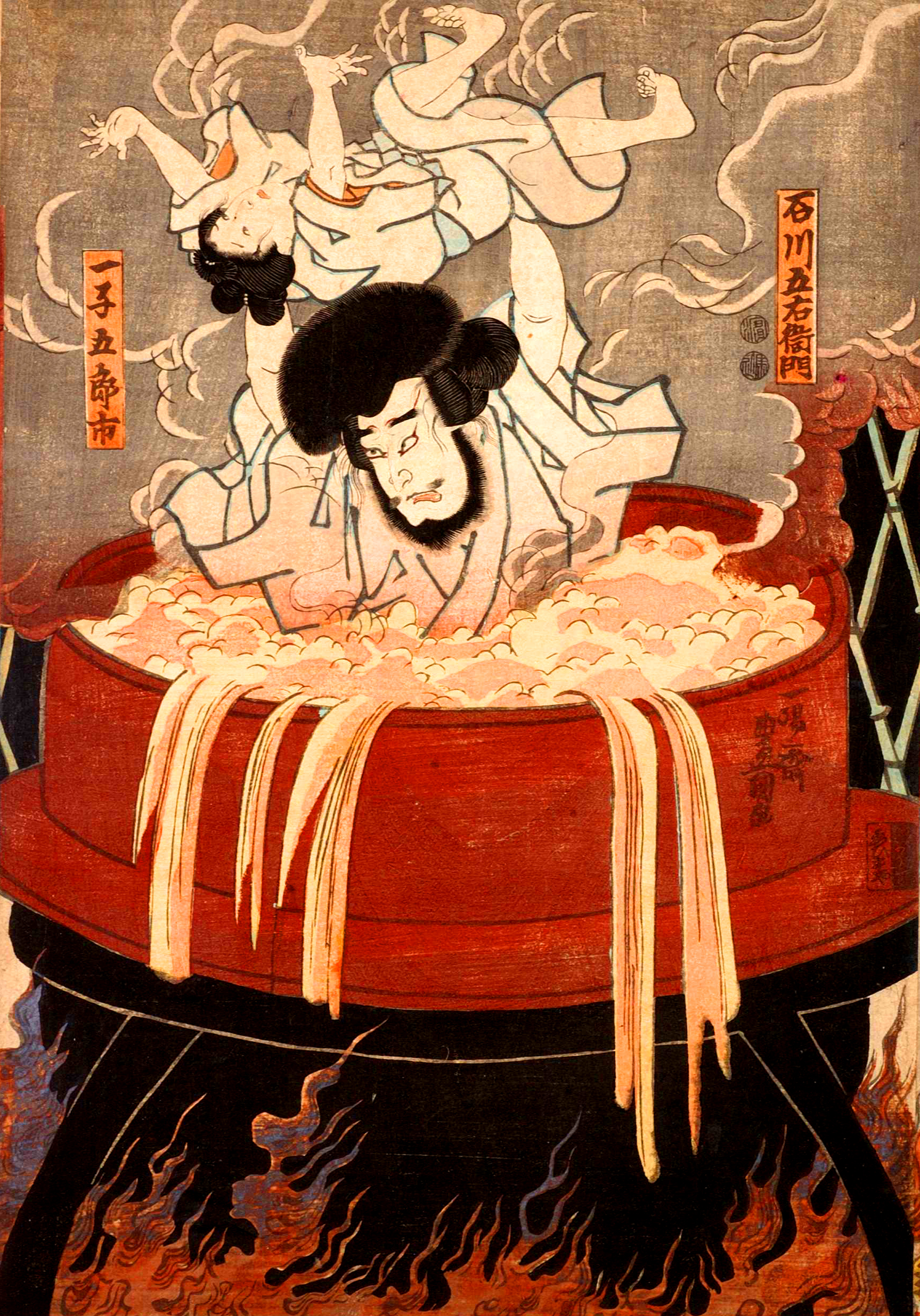
釜茹でに処される石川五右衛門

釜茹で（かまゆで）とは、大きな釜で熱せられた湯や油を用い、罪人を茹でることで死に至らしめる死刑の方法である。

## 中国
古代中国では烹煮（ほうしゃ）と呼ばれる釜茹でが盛んに行われた。三本脚の巨大な銅釜「鼎」や、脚のない大釜「鑊」（かく）に湯をたぎらせ、罪人を放り込んで茹で殺す。そのため烹煮は、別名を「鑊烹」・「湯鑊」とも呼ばれる。
古代においては、殷の帝辛（紂王）が周の人質の伯邑考を醢尸の刑（身体を切り刻む刑）に処して殺し、その身体を茹でて、それを煮込み汁に仕立てた上で伯邑考の父の西伯姫昌に「もてなし」と称して食べさせたのが、記録における初見である。
春秋戦国時代には斉の哀公が釜茹でにされるなど、覇を競う各国の王は車裂きと共にこの方法で不穏分子を処刑した。秦の商鞅は政治改革で正式に釜茹でを死刑の一方法として定め、秦の統一後も罪人が煮殺された。
楚漢戦争の時、項羽が彭城（現在の江蘇省徐州市）に都を定める際に、ある論客が咸陽こそ都にふさわしいと進言したが、項羽はこれを聞き容れず、退出した論客は「楚の民族は猿が冠をかぶったような種族だ」と漏らしたため、それを聞いた楚の衛兵が項羽に報告して、激怒した項羽はその論客を釜茹でに処した。
さらに項羽は劉邦が関中を支配したとき、南陽で挙兵した王陵の母を捕らえて、王陵を帰順させるべく口説いたが、彼女はこれを拒否して自殺したために、怒った項羽は王陵の母の遺体を釜茹でにした。引き続き、滎陽付近で滎陽城を守備した漢の御史大夫の周苛らと戦って、これを捕虜にした項羽は周苛に帰順を促したが、かえって罵倒されて激怒した項羽は周苛を釜茹でに処した。
また、滎陽の北にある広武山で項羽は対峙した劉邦の父の劉太公らを捕らえた。そして人質とした劉太公を俎板に縛り付け、大釜に湯を沸かした上で、劉邦に降伏を迫った。しかし劉邦は動じることなく「我々は義兄弟の契りを結んだ仲である。つまりわが父は、そなたの父でもあるのだ。そなたの父を煮殺すならば、兄弟である私にも一杯の煮込み汁を分けてはくれまいか?」と答えた。これを聞いて効果がないと悟った項羽は、劉太公らの処刑を取りやめた。
楚漢戦争の中では、酈食其も蒯通の進言で和議を背いた韓信に激怒した田広によって釜茹でに処せられている。
前漢の時代、景帝の曾孫である広川王の劉去とその妻の陽成昭信は極端に嫉妬深い性格だった。陽成昭信は劉去が寵愛していた側室の陶望卿を妬み、事あるごとに夫に「陶望卿の浮気」をでっち上げて吹き込み続けた。元々嫉妬深く、単純な性格だった劉去はその誣告を信じ込み、陶望卿を鞭打った挙句火責めにした。絶望した彼女は井戸に身を投げて自害するが、劉去と陽成昭信は引き揚げた遺体から耳と鼻をそぎ落とし、陰部に杭を打ち込んで辱めた。最後に遺体を切り刻んで大釜に放り込み、桃の木の灰と毒薬を加えた上で一昼夜煮込み、どろどろに煮溶かしたという。劉去はこれ以降も妻の讒言に惑わされ、10人以上もの側室を惨殺し続けたため、王位を取り上げられて左遷され、最終的に自害した。陽成昭信は斬首の上、棄市（さらし首）に処された。
後漢も末の頃、董卓は何人もの役人を釜茹でに処した。釜の中で断末魔の叫びが上がる傍らで、董卓は平然と食事を続けたという。
以降も人を煮る処刑は続けられた。五胡十六国時代から南北朝時代にかけて、後趙の石虎や北斉の後主など、各国の君主が釜茹でで反乱分子を処刑している。
隋の煬帝も高句麗に逃亡した武将の斛斯政を和議の条件として、強制的に返還させた後に射殺させて、その遺体を釜茹でにした。その食肉は宴会で諸侯に差し出されたという。
五代十国時代、後唐の将軍の姚洪は反乱軍の董璋に監禁されたが、頑なに降服を拒んだ。激怒した董璋は姚洪の肉を生きながら削ぎとり、大釜でゆでながら喰らったという。ただしこれは後世の創作の可能性が高い。
南宋の秦檜も、釜茹での刑を行っている。清王朝の末期まで、杭州の官舎跡には口径130センチ、深さ66センチの大釜が残されていた。秦檜が罪人を煮た釜だといわれている。
1193年、中国北方の騎馬民族モンゴルのテムジン（後のチンギス・カン）と、その盟友ジャムカとの間で、家畜の盗難を原因とした争いが発生した。十三翼の戦いと呼ばれるこの戦の勝敗は定かではないが、ジャムカは捕虜とした70名を釜茹でを用いて処刑した。この残酷さゆえにジャムカは人望を失い、結果としてテムジン側の勃興につながっていった。
明王朝初期の靖難の役の折、南京を攻略した朱棣（後の永楽帝）は、将兵部尚書の鉄鉉を鼻そぎにして辱めた上、磔に刑した。そして油を満たした大釜に放り込み、揚がる遺体に釜の中から「謝罪」の体勢を取らせようとした。しかし顔が上に向くよう動かしてもすぐに裏返り、思うような形にならない。まごついているうちに遺体は黒こげとなり、爆発して飛び散ったという伝承がある。

## 日本
日本では1594年に京都の三条河原で執行された、盗賊団石川五右衛門一派の釜茹でが有名である。
戦国時代末期に織田氏、武田氏をはじめ讃岐の仙石氏、会津の蒲生氏などでも釜茹での刑が行われていた。
越前一向一揆の鎮圧に際し、織田軍の前田利家が一揆勢約千人を生け捕りにして、磔や釜煎りによって処刑を行ったという記録が、小丸城址から出土した瓦に刻まれている。
この世の刑罰として実際にあったかは別として、他界における刑罰としては、認識的にはさらに遡る。『地獄極楽図屏風』（京都金戒光明寺所蔵、鎌倉中・後期作）の仏教説話画には、釜茹でにされる人間の描写があり、13、14世紀には、地獄の刑罰器と認知されていたことがわかる。同じく京都で処刑された五右衛門の処刑方法は、地獄における刑罰の再現ともいえる。
『信長公記』では斎藤道三の悪行の一つとして、軽微な罪にも牛裂きの刑や釜茹での刑を行い、受刑者の親族に火を焚かせたことが記述されている。
『時慶卿記』文禄2年（1593年）11月4日条に、豊臣秀吉に使える女房が秀吉の勘気を蒙り、本人は石子詰め、子と乳母は煮殺され、両親は鋸引きとなった記述がある。
加賀藩では元和4年（1618年）、姦通の末に夫を殺害した田上弥右衛門の妻たねが「釜煎」に処された。

## イギリス
1531年にヘンリー8世が毒殺犯に対する法定刑罰として制定した。1531年2月にロチェスター大聖堂で料理人をしていたリチャード・ルースという人物が食事に毒を盛り、数十人の司祭、教会の来賓と施しを受けていた貧民まで多数の死者を出した無差別殺人事件を起こした。イギリスにおける釜茹での刑はこの事件に対して制定されたものであった。1532年4月15日に市内中央に大釜が設置されルースは公開処刑された。
この事件では、ロチェスター大聖堂を司牧していたジョン・フィッシャー司教も料理を食べていたが、軽症にとどまった。この事件は対立していたヘンリー8世がフィッシャーを暗殺するために仕組んだとの憶測を後世に残すことになった。ヘンリー8世が特別に釜茹でを立法したのは、暗殺であることを誤魔化すためだったとする説もある。
この刑罰の執行例はイギリスの歴史上わずか3件しかなく、1531年に婦人を毒殺した家政婦と、1542年3月28日にロンドン北西部にあるスミスフィールド家畜市場で主人を毒殺したマーガレット・ディビーという家政婦に執行されただけである。
釜茹では1547年にエドワード6世が即位すると直ちに廃止された。